# Ave Maria (album)
Ave Maria – piąty album studyjny Marii Peszek, wydany 10 września 2021 nakładem wytwórni Mystic Production.

## Lista utworów
1. „Ave Maria” – 4:22 (muzyka i tekst – Maria Peszek, Kamil Pater)
2. „J*bię to wszystko” – 4:53 (muzyka i tekst – Maria Peszek, Kamil Pater)
3. „Virunga” – 3:56 (muzyka i tekst – Maria Peszek, Kamil Pater)
4. „Dzikie dziecko” – 3:18 (muzyka i tekst – Maria Peszek, Kamil Pater)
5. „Szambo wybiło” – 5:25 (muzyka i tekst – Maria Peszek, Kamil Pater)
6. „Viva la vulva” – 3:37 (muzyka i tekst – Maria Peszek, Kamil Pater)
7. „Lovesong” – 3:33 (muzyka i tekst – Maria Peszek, Kamil Pater)
8. „Pusto” – 5:54 (muzyka i tekst – Maria Peszek, Kamil Pater)
9. „Nic o Polsce” – 3:56 (muzyka i tekst – Maria Peszek, Kamil Pater)
10. „Barbarka” (oraz Oskar83) – 5:00 (muzyka i tekst – Maria Peszek, Kamil Pater)

## Notowania
| Kraj i lista  | Pozycja |
| ------------- | ------- |
| Polska (OLiS) | 1       |